# Belleville (Míchigan)
Belleville es una ciudad ubicada en el condado de Wayne en el estado estadounidense de Míchigan. En el Censo de 2010 tenía una población de 3991 habitantes y una densidad poblacional de 1.284,11 personas por km².

## Geografía
Belleville se encuentra ubicada en las coordenadas 42°12′7″N 83°28′58″O / 42.20194, -83.48278. Según la Oficina del Censo de los Estados Unidos, Belleville tiene una superficie total de 3.11 km², de la cual 2.94 km² corresponden a tierra firme y (5.33%) 0.17 km² es agua.

## Demografía
Según el censo de 2010, había 3991 personas residiendo en Belleville. La densidad de población era de 1.284,11 hab./km². De los 3991 habitantes, Belleville estaba compuesto por el 80.56% blancos, el 14.13% eran afroamericanos, el 0.35% eran amerindios, el 0.78% eran asiáticos, el 0% eran isleños del Pacífico, el 0.95% eran de otras razas y el 3.23% pertenecían a dos o más razas. Del total de la población el 3.83% eran hispanos o latinos de cualquier raza.